# St. Marys Challenger

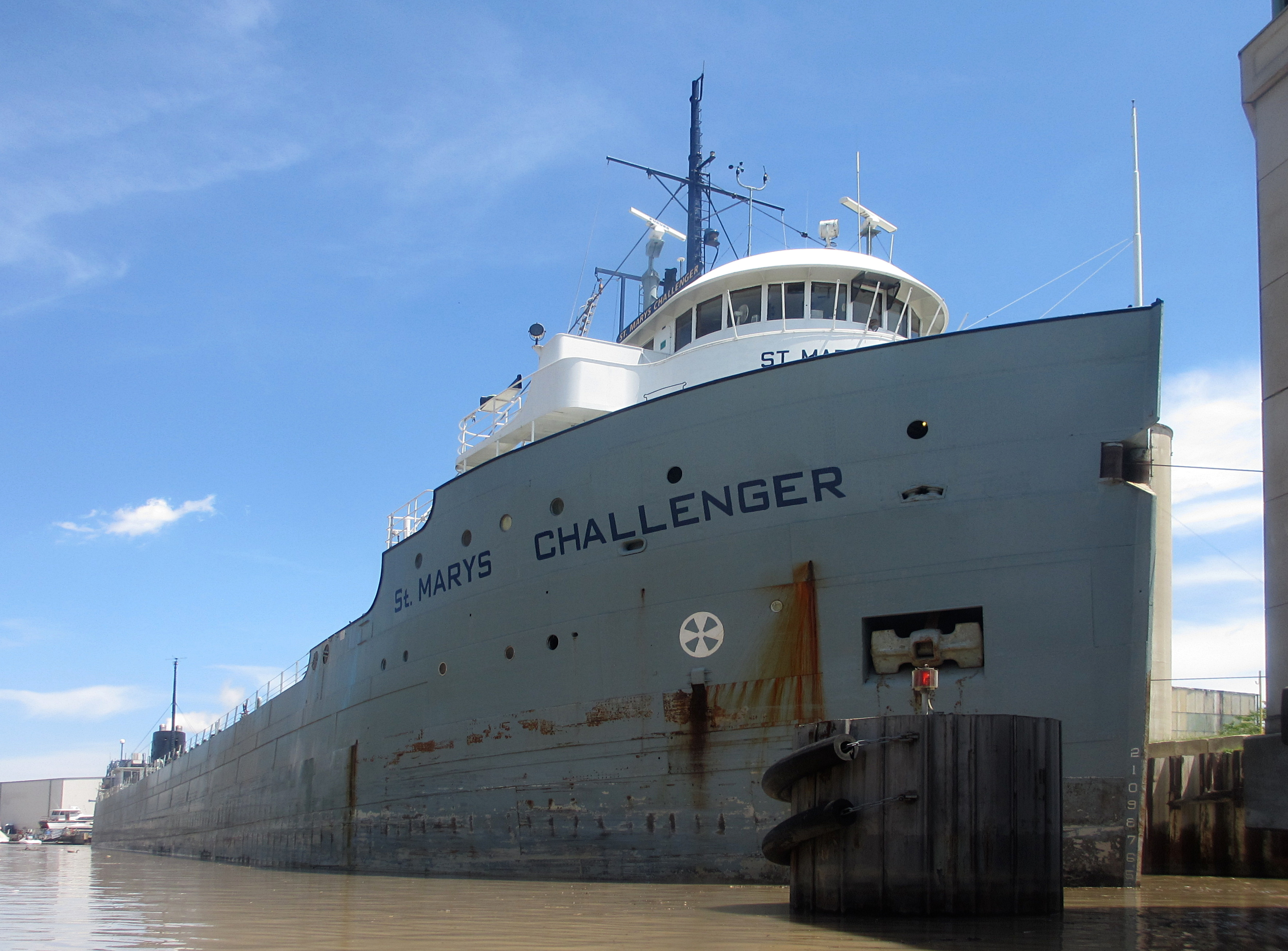
Die St. Marys Challenger 2012

Die St. Marys Challenger war ein auf den Großen Seen von 1906 bis 2013 eingesetztes dampfgetriebenes Frachtschiff. Gegen Ende ihrer 107-jährigen Karriere als Schiff mit eigenem Antrieb war sie das letzte auf diese Art angetriebene Frachtschiff in diesem Fahrtgebiet. Nach der Außerdienststellung 2013 hat der Eigner den Antrieb ausbauen lassen und verwendet den Rumpf weiter als antriebslose Schute für den Zementtransport.

## Geschichte des Fahrzeugs

### Dampfbetrieb
Nach einer vorangegangenen Bestellung eines 551 Fuß langen Fahrzeugs für den am Anfang des 20. Jh. florierenden Eisenerzhandel aus Minnesota erfolgte der Stapellauf des auf den Namen William P. Snyder getauften Frachters am 7. Februar 1906 beim Erbauer Great Lakes Engineering Works in Ecorse (Michigan). Alsbald waren die Transportleistungen des Frachters stark von einer Industrie nachgefragt, die immer größere Mengen an Eisen und Stahl für die Produktion von Automobilen, Verbrauchsgütern und Militärmaterial zur Verwendung im Ersten Weltkrieg brauchte.
Ursprünglich mit zwei Großwasserraumkesseln ausgestattet, wurde das Schiff, nun als Elton Hoyt II unterwegs, im Jahr 1950 mit zwei Wasserrohrkesseln zur Versorgung der ebenfalls neuen Skinner-Marine-Uniflow-Dampfmaschine ausgestattet.

Nach diesem Maschinenumbau wechselte das Schiff, das nun zu klein für einen wirtschaftlichen Erztransport war, in den 1960er Jahren mehrfach die Eigner und die Namen. Es blieb aber einer ihm zugewiesenen neuen Rolle als Zementfrachter treu. Seine Ladung landete es bei zahlreichen Bauunternehmen rund um die Großen Seen an, als Heimathafen diente Charlevoix (Michigan).
Gegen Ende seiner über hundertjährigen Einsatzzeit war das Schiff, nun unter seinem letzten Namen St. Marys Challenger, ein gern gesehenes Motiv von Shipspottern an den Großen Seen, da es ein letztes Beispiel eines Dampfschiffes in genieteter Bauweise aus der Zeit der zweiten industriellen Revolution darstellte.

### Umbau zur Schute
Im November 2013 kam das Ende des Einsatzes als Schiff mit Eigenantrieb für die St. Marys Challenger. Ihre letzte Fahrt führte sie zur Bay Shipbuilding Co. in Sturgeon Bay (Wisconsin), wo das Heck mit dem Antrieb abgetrennt, das Steuerhaus abgebaut und der Rumpf mit einem neu konstruierten Heck für den Einsatz als im Verbund mit einem Schubschiff gefahrene Schute vorbereitet wurde. Zum Zeitpunkt des Eindockens ging die Werft von einer Umbauzeit bis Mai 2014 aus.
Das Steuerhaus wurde erhalten und ist seit Frühjahr 2015 ein Ausstellungsstück im National Museum of the Great Lakes in Toledo (Ohio).